# Jean Ange
Jean Ange (en grec : Ἰωάννης Ἄγγελος) est un aristocrate, général et gouverneur byzantin. Il se distingue d'abord en écrasant la révolte en Épire de 1339-1340 dont il devient ensuite le gouverneur. En tant que cousin de l'empereur Jean VI Cantacuzène, il se joint à ce dernier lors de la guerre civile de 1341-1347. À la fin de 1342, il devient gouverneur de Thessalie (et peut-être de l'Épire) jusqu'à sa mort en 1348.

## Biographie
Jean Ange est un parent (un neveu ou un cousin, cette dernière possibilité étant la plus probable) de Jean Cantacuzène et l'ami le plus proche d'Andronic III Paléologue puis de l'empereur Jean VI,. Les noms et identités des parents de Jean sont inconnus. La seule information précise disponible est qu'il est beau-fils du protovestiaire Andronic Paléologue. Dans ses mémoires, Jean Cantacuzène déclare qu'il a lui-même élevé Jean Ange et lui a appris l'art de la guerre.
Jean apparaît la première fois en 1328 quand il est gouverneur de la ville de Kastoria. Dans les années qui suivent la mort de Jean II Orsini en 1335, Andronic III s'empare progressivement des territoires du despotat d'Épire en Thessalie ainsi qu'en Épire et en Albanie. Vers 1336-1337, Jean Ange obtient le poste de gouverneur (képhale) de Ioannina avec le titre de pinkernès. Toutefois, la domination byzantine est mal ressentie et une révolte éclate en 1339 en Épire. Elle gagne rapidement du terrain et s'empare de quelques forteresses importantes, dont la capitale Arta. Plus tard dans l'année, Jean Ange est envoyé par Andronic III aux côtés du gouverneur de la Thessalie, Michel Monomaque, comme avant-garde de l'armée s'avançant en Épire. L'empereur byzantin et Cantacuzène suivent lors du printemps 1340. La région est soumise à la fin de l'année et Jean Ange est nommé gouverneur impérial avec son siège à Arta,.
Jean reste gouverneur de l'Épire jusqu'à la mort d'Andronic en juin 1341. Il quitte alors son poste et voyage avec une délégation de hauts dignitaires à la rencontre de Cantacuzène à Didymotique. Avec l'éclatement de la guerre civile au début de l'automne, il choisit le camp de Cantacuzène et est présent lors de l'acclamation de celui-ci comme empereur à Didymotique le 26 octobre 1341,. Lors du printemps 1342, Ange suit Cantacuzène dans sa tentative avortée pour prendre Thessalonique puis dans sa fuite vers la Serbie et la cour de Stefan Uroš IV Dušan, son dirigeant,.
Toutefois, plus tard dans l'année, les dignitaires de la Thessalie contactent Cantacuzène et lui offrent leur soutien dans la guerre. Après que les négociations ont été conclues de façon fructueuse, Cantacuzène publie un chrysobulle qui nomme Jean Ange pinkernès (échanson impérial) et gouverneur de la Thessalie à vie. Bien que Jean Ange atteint ensuite le rang de sébastokrator et jouit de l'autonomie, son autorité est circonscrite. Le poste n'est pas héréditaire et il reste cantonné au strict rôle d'adjoint de l'empereur. Jean Ange dirige la Thessalie avec succès. Prenant avantage du déclin des Catalans du duché d'Athènes, il progresse vers le sud et parvient même à étendre son autorité sur l'Épire et l'Acarnanie où il capture et place en résidente surveillée Anne Paléologue, veuve de l'ancien despote, qui cherchait à reprendre le pouvoir en Épire. Ses actions en plein milieu de la guerre civile suscitent un sursaut bienvenu en faveur de la cause de Cantacuzène. Au début de 1343, il participe aussi à la tête d'un contingent de cavalerie thessalienne à la tentative infructueuse de Cantacuzène de s'emparer de Thessalonique.
Jean Ange continue de gouverneur la Thessalie (et peut-être aussi l'Épire et l'Étolie-Acarnanie) jusqu'au début de l'année 1348 quand il meurt de la peste noire qui ravage la Thessalie et l'Épire et cause une sévère dépopulation de la région en 1347-1348,. Les Serbes profitent rapidement de la situation. L'Épire tombe entre leurs mains à l'automne 1347 tandis que la Thessalie tombe quelques mois après la mort de Jean grâce à la conquête du général Preljub qui devient son nouveau gouverneur,.
Peu de choses sont connues de la famille de Jean Ange. Il se marie à l'une des filles du protovestiaire Ancronic Paléologue, une sœur de la reine d'Épire Anne Paléologue. On ne sait pas s'il a eu des enfants bien que certains chroniqueurs ont émis l'hypothèse que les frères connus sous le nom de « Pinkernaioi » actifs en Épire au tournant du XVe siècle seraient ses descendants.